# Kány
Kány este un sat în districtul Encs, județul Borsod-Abaúj-Zemplén, Ungaria, având o populație de 55 de locuitori (2011). 

## Demografie
Componența etnică a satului Kány
     Maghiari (100%)
Componența confesională a satului Kány
     Greco-catolici (76,36%)
     Romano-catolici (5,45%)
     Reformați (5,45%)
     Necunoscută (12,73%)
Conform recensământului din 2011, satul Kány avea 55 de locuitori. Din punct de vedere etnic, majoritatea locuitorilor (100,0%) erau maghiari.  Din punct de vedere confesional, majoritatea locuitorilor (76,36%) erau greco-catolici, existând și minorități de romano-catolici (5,45%) și reformați (5,45%). Pentru 12,73% din locuitori nu este cunoscută apartenența confesională.